# Melvin Purvis
Melvin Horace Purvis, Jr. (Timmonsville, 24 ottobre 1903 – Florence, 29 febbraio 1960) è stato un avvocato e poliziotto statunitense. Soprannominato "Little Mel" (Piccolo Mel) a causa della sua bassa statura, catturò più nemici pubblici di qualsiasi altro agente dell'FBI nella storia, arrestando noti fuorilegge come Baby Face Nelson, Pretty Boy Floyd e John Dillinger. Per questo comparve anche in molti lungometraggi e in alcuni documentari.

## Biografia
Nacque a Timmonsville, Carolina del Sud, da Melvin Horace Purvis, Sr. (1869-1938) e Janie Elizabeth Mims (1874-1927), quinto di dodici fratelli. Suo padre era un allevatore di maiali. Conseguì la laurea in legge presso l'Università della Carolina del Sud ed ebbe una breve carriera come avvocato. Purvis fu un membro del Kappa Alpha Order mentre era nella Carolina del Sud.
Divenne membro dell'FBI nel 1927 e fu a capo degli uffici della Division of Investigation a Birmingham, Alabama, a Oklahoma City e a Cincinnati. Nel 1932 fu messo a capo dell'ufficio di Chicago dal direttore delle indagini J. Edgar Hoover. Era un uomo colto, coraggioso, noto per essere un tiratore scelto. Catturò più nemici pubblici di qualsiasi altro agente dell'FBI nella storia. Purvis diresse la caccia all'uomo che rintracciò noti fuorilegge come Baby Face Nelson, Pretty Boy Floyd e John Dillinger, che finì ucciso a Chicago il 22 luglio 1934.
Nonostante i successi, dopo che divenne una figura mediatica per l'arresto di Dillinger, J. Edgar Hoover sostenne che Purvis era stato degradato e che l'agente Samuel P. Cowley era stato messo a capo del caso Dillinger. Cowley fu poi colpito da Baby Face Nelson e Purvis andò a fargli visita in ospedale poco prima che morisse. Purvis venne elogiato per le sue azioni, ma, secondo quanto si dice, provocò l'ira di Hoover, che l'aveva precedentemente sostenuto, poiché Purvis chiese e ottenne pubblicità per il proprio ruolo, mettendo in ombra Hoover ed il resto dell'FBI. In un libro del 2005 co-scritto dal figlio Alston Purvis, Hoover è ritratto come geloso delle attenzioni date a Purvis dopo l'uccisione di Dillinger.
Uno dei meriti delle imprese ufficiali di Purvis è stato successivamente messo in discussione, in quanto la descrizione della morte di Pretty Boy Floyd vede Purvis e i suoi agenti ucciderlo senza alcun intervento della polizia locale; ma successivamente questa versione viene smentita dall'ufficiale locale Chester Smith e Hoover più tardi dichiarò che Smith aveva sparato per primo. Smith dichiarò inoltre che Purvis e i suoi agenti non spararono prima che Floyd fosse interrogato da Purvis; a quel punto Purvis ordinò all'agente Herman Hollis di sparare a Floyd, che era ormai a terra. 
Tale dichiarazione è stata negata più tardi dall'agente dell'FBI Winfred E. Hopton, che sostenne in un articolo del Time del 1976 che le forze dell'ordine locali arrivarono solo dopo la morte di Floyd. Tuttavia, le autorità locali convennero che fu Chester Smith a sparare effettivamente a Floyd. Nessuna rivendicazione è stata chiaramente dimostrata in un modo o nell'altro.
Purvis si dimise dall'FBI nel 1935, a soli 31 anni, e in seguito esercitò la professione legale. Nel 1937 si fidanzò con l'attrice Jarratt Janice, ma non si sposarono mai. In seguito sposò Maria Rosanne Willcox ed ebbero tre figli. Comprò la stazione radio WOLH a Florence (Carolina del Sud). Nel 1936 Purvis pubblicò un libro di memorie dei suoi anni come investigatore presso l'FBI, intitolato "American Agent". Gli autori Curt Gentry e Anthony Summers, nelle rispettive biografie del '900 di Hoover, affermano che egli era inizialmente favorevole a Purvis, ma poi divenne geloso della sua fama dopo la cattura di Dillinger e, dopo averlo degradato, lo avrebbe spinto a lasciare l'FBI. Durante la seconda guerra mondiale prestò servizio come ufficiale nei servizi segreti dell'esercito, raggiungendo il grado di colonnello.
Il 29 febbraio 1960, mentre era nella sua casa a Florence, nella Carolina del Sud, Melvin Purvis morì per un colpo di pistola alla testa inferta dall'arma datagli dai colleghi quando si dimise dall'FBI. L'FBI studiò il caso e lo etichettò come suicidio, anche se il medico legale segnalò di non aver trovato elementi sufficienti per definire la causa della morte come tale. In seguito fu stabilito che la morte di Purvis potrebbe essere stata accidentale, con il colpo partito mentre tentava di estrarre un proiettile tracciante inceppatosi nella pistola. Aveva 56 anni.

## Impatto culturale
Film
- In Dillinger, film del 1973, Purvis è interpretato da Ben Johnson.
- In The Story of Pretty Boy Floyd, fiction televisiva del 1974, Purvis è interpretato da Geoffrey Binney, opposto a Martin Sheen nel ruolo di Pretty Boy Floyd.
- In Melvin Purvis, G-Man[15], fiction televisiva del 1974 e The Kansas City Massacre[16], fiction televisiva del 1975, Purvis è interpretato da Dale Robertson.
- In Dillinger: Nemico pubblico numero uno, fiction televisiva del 1991, Purvis è interpretato da Will Patton.
- In Dillinger, Public Enemy Number One, musical del 2002, Purvis è interpretato da Chuck Wagner.
- In Nemico pubblico - Public Enemies, film del 2009, Purvis è interpretato da Christian Bale.
- Nel romanzo ucronico di Kim Newman Back in the USSA, Purvis compare con Eliot Ness nel ruolo di un agente del Federal Bureau of Ideology che è all'inseguimento del lavoratore attivista Tom Joad.

Documentari
- G-MAN: The Rise and Fall of Melvin Purvis[17] della serie di documentari Carolina Stories della SCETV.
- Crime Wave: 18 Months of Mayhem[18] da The History Channel, 2008. Purvis è interpretato da Scott Brooks.